# Ciecholub
Ciecholub (deutsch Techlipp, kaschubisch Cechòlub) ist ein Ort in der polnischen Woiwodschaft Pommern und gehört zur Landgemeinde Kępice (Hammermühle) im Kreis Słupsk (Stolp).

## Geographische Lage
Das Kirchdorf liegt in Hinterpommern, am Ostufer der Wipper (polnisch Wieprza), etwa 34 Kilometer südsüdwestlich der Stadt Stolp (Słupsk), zwanzig Kilometer nordnordwestlich der Stadt Miastko (Rummelsburg i Pom)  und sechs Kilometer südöstlich des Kirchdorfs Osowo (Wussow).

## Geschichte

Techlipp, nordnordwestlich von Rummelsburg und südöstlich des Kirchdorfs Wussow, auf einer Landkarte von 1915

Techlipp (Techlip), nordnordwestlich von Rummelsburg und südöstlich des Kirchdorfs Wussow (Wusow), auf einer Landkarte von 1910

Im Jahre 1477 wurde das als Techlipp genannte Dorf erstmals urkundlich erwähnt. Es war bis 1945 im Besitz derer von Zitzewitz und lange Zeit deren südlichster Rittergutsbesitz in Hinterpommern. Im Kirchenmatrikel von 1560 wurden acht Hufen, sechzehn Bauern und zwei Kossäten genannt, 1655 waren noch vierzehn Bauern, ein Halbbauer und sechs Kossäten vorhanden. 1829 wurden die Bauern nach Beßwitz (heute polnisch: Biesowice) abgebaut, so dass von da an Techlipp eine reine Gutsgemeinde war.
Anfang des 19. Jahrhunderts entstand das Vorwerk Dombow, das jedoch nach 1871 einging. Dafür wurde bei der Techlipper Mühle an der Stüdnitz (polnisch: Studnica) ein neues Vorwerk gebaut. Zu Beginn des 20. Jahrhunderts entstand das Jagdschloss Buchenhorst.
Im Jahre 1885 zählte Techlipp 210 Einwohner (in 19 Wohnhäusern), 1905 schon 233 (17), 1925 bereits 253 (23). Die Zahl sank bis 1933 auf 207 und belief sich 1939 nur noch auf 187.
Um 1945 gehörte das Gutsdorf zum Amtsbezirk Varzin  im Landkreis Rummelsburg i. Pom. im Regierungsbezirk Köslin der preußischen Provinz Pommern des Deutschen Reichs. Das Standesamt befand sich in Beßwitz.
Gegen Ende des Zweiten Weltkriegs erhielt die Gemeinde Techlipp am 4. März 1945 Räumungsbefehl. Ein Treck setzte sich noch am selben Tag Richtung Norden in Bewegung, wurde jedoch fünf Tage später von Truppen der Roten Armee überrollt und musste nach Techlipp zurückkehren. An den Gebäuden hatte der Krieg keine nennenswerten Schäden hinterlassen. Anschließend wurde Techlipp zusammen mit ganz Hinterpommern von der Sowjetunion der Volksrepublik Polen zur Verwaltung überlassen. In der Folgezeit wurden die allermeisten einheimischen Dorfbewohner von der polnischen Administration aus Techlipp vertrieben. Der Ortsname Techlipp wurde zu „Ciecholub“ polonisiert. Noch bis 1958 lebten hier einige Deutsche aus dem Ort und der Umgebung. 
Ciecholub gehört heute zur Gmina Kępice (Hammermühle) im  Powiat Słupski (Stolper Kreis) in der Woiwodschaft Pommern (1975 bis 1998 Woiwodschaft Słupsk).

### Demographie
| Jahr | Einwohner | Anmerkungen                                |
| ---- | --------- | ------------------------------------------ |
| 1885 | 210       | in 19 Wohnhäusern                          |
| 1905 | 233       | in 17 Wohnhäusern                          |
| 1925 | 253       | davon 251 Evangelische und zwei Katholiken |
| 1933 | 207       | [ 4 ]                                      |
| 1939 | 187       | [ 4 ]                                      |

## Schule
Im Jahre 1780 hatte Techlipp einen Schulmeister, 1813 war keine Schule vorhanden. 1937 unterrichtete hier ein Lehrer 38 Kinder. In polnischer Zeit konnten die Kinder der hier verbliebenen deutschen Familien deutsche Schulbildung erhalten.

## Kirche

### Dorfkirche
Um das Jahr 1565 hatte die Patronatsfamilie von Zitzewitz in Techlipp eine Kirche gebaut. 1799 entstand ein Neubau aus pommerschen Fachwerk, der 1911 umgebaut wurde: an der Westseite wurde ein Turm angebaut, im Innern wurden Altar und Kanzel, die zu einem Kanzelaltar verbunden waren, getrennt. Im Altarmittelfeld war eine Kreuzigungsszene zu sehen, die von vier mit Weinlaub umrankten Säulen gerahmt war. In die Füllungen des sechsseitigen Taufsteins waren allegorische Landschaften gemalt. Die Südempore wurde 1911 beseitigt, ihre bemalten Brüstungen dienten als Wandtäfelung.
Von Soldaten der sowjetischen Truppen wurde das Gotteshaus 1945 geplündert. Der noch in Techlipp verbliebene Teil der deutschen Bevölkerung setzte es 1950 wieder instand und nutzte es für gottesdienstliche Zwecke. Nach dem Wegzug der letzten Deutschen im Jahre 1958 blieb das Gebäude ungenutzt und war dem Verfall preisgegeben.
Seit 1990 bemühte sich der Heimatkreis Rummelsburg um die Erhaltung der Kirche und startete eine Rettungsaktion. Die noch verbliebenen Ausstattungsgegenstände wurden – veranlasst durch das Denkmalsamt in Słupsk (Stolp) – in eine Scheune in Lulemino (Lüllemin) eingelagert. Heute befinden sie sich im Museum in Słupsk.
Die Gebäudeinstandsetzungsmaßnahmen ließen auf sich warten, die Verhandlungen verliefen schleppend. Im Jahre 2000 stand nur noch eine Ruine, aber das Dach war immerhin mit Planen abgedeckt zum Schutz vor Feuchtigkeit. Die Gmina Kępice (Hammermühle), zu der Ciecholub als Ortsteil gehört, gab ein mykologisches Gutachten in Auftrag, und ein Bauingenieur fertigte einen Konstruktionsplan an. Zwar war es nicht möglich, den alten Standort der Kirche in Techlipp zu bewahren, doch konnte das Bauwerk gerettet werden: unweit von Ciecholub, nämlich in Warcino (Varzin), wurde es auf dem Gelände der dortigen Forstschule (im ehemaligen Schlosspark) im Jahre 2011 wieder aufgebaut. Am 17. August 2012 wurde die alte Techlipper Fachwerkkirche durch Bischof Marcin Hintz von der Diözese Pommern-Großpolen der Evangelisch-Augsburgischen Kirche in Polen bei Anwesenheit auch katholischer und orthodoxer Geistlichen feierlich eingeweiht. Zurzeit fehlt noch die Innenausstattung. Die Kirche soll in Warcino ein Ort der Begegnung für Christen verschiedener Konfessionen und Menschen unterschiedlicher Nationen werden.

### Kirchspiel bis 1945
Das Dorf Techlipp mit seiner fast ausnahmslos evangelischen Bevölkerung war in seiner Geschichte stets dem Kirchdorf Wussow  zugeordnet, auch wenn es um 1565 – nach dem Bau einer Kirche durch die Familie von Zitzewitz – den Versuch gab, sich nach Treten hin zu orientieren. Wussow gehörte bis 1945 zum Kirchenkreis Schlawe  innerhalb der Kirchenprovinz Pommern der Kirche der Altpreußischen Union. Der Bestand an Kirchenbüchern reichte bis 1760 zurück.
Das katholische Kirchspiel war in Rummelsburg i. Pom.

### Kirchspiel seit 1946
Die seit 1945 und Vertreibung der Einheimischen hier lebende polnische Dorfbevölkerung ist größtenteils römisch-katholisch und gehört der Römisch-katholischen Kirche in Polen an. Die in Ciecholub lebenden katholischen Kirchenglieder sind der Pfarrei in Kępice (Hammermühle) mit der Filialkirche in Osowo (Wussow) zugeordnet. Sie gehört zum Dekanat Polanów im Bistum Koszalin-Kołobrzeg der Katholischen Kirche in Polen. 
Die evangelischen Christen gehören zur Kreuzkirche in Słupsk (Stolp) in der Diözese Pommern-Großpolen der Evangelisch-Augsburgischen Kirche in Polen.

## Verkehr
Zu erreichen ist der Ort über eine Nebenstraße, die von Nowy Żytnik (Neue Mühle) an der Woiwodschaftsstraße 205 (frühere deutsche Reichsstraße 159) über Borzysław (Burzlaff) an der Woiwodschaftsstraße 208 nach Dretyń (Treten) an der Landesstraße 21 (frühere deutsche Reichsstraße 125) führt. In Ciecholub enden außerdem zwei Nebenstraßen,  die von Mzdówo (Misdow) im Westen bzw. Biesowice (Beßwitz) im Norden kommen.
Der Ort hat eine  Bahnstation an der Strecke 405 der Polnischen Staatsbahn (PKP) von Piła (Schneidemühl) nach Ustka (Stolpmünde). 